# غاوي مشاكل (فلم)
غاوي مشاكل فيلم دراما اجتماعي مصري، من تأليف أحمد عبد الوهاب، وإخراج محمد عبد العزيز، وبطولة عادل إمام، ونورا، تم إنتاجه من قبل شركة مصر العربية للسينما، وعُرض الفيلم في 19 يوليو 1980.

## قصة الفيلم
قصة الفيلم مأخوذة عن الرواية البريطانية «تزوجت رجلًا» للكاتب روبرت بارشي، وتدور قصته حول فتاة تدعى «عزة» التي تترك منزلها بسبب المشاكل بسبب زوج أمها، وتتعرف على «مدحت» وتنشأ بينهما علاقة ويعرض عليها الزواج فترفض لفقره وبعد ذلك وبالصدفة تجد نفسها متقمصه لشخصية «ماجدة» والتي توفيت وهي أرملة لابن أسرة ثرية إلا أنها تعترف لأسرة ذلك الرجل بشخصيتها لتعود وتتزوج من مدحت.

## الممثلون
- عادل إمام، بدور مدحت.
- نورا، بدور عزة.
- محمد رضا، بدور محمود.
- فاروق الفيشاوي، بدور مراد.
- إسعاد يونس، بدور سميرة.
- عزيزة حلمي، بدور أم مصطفى.
- نعيمة الصغير، بدور أم عزة.
- سلامة إلياس، بدور طبيب أطفال.
- عبد الغني النجدي.
- رشوان مصطفى.
- قدرية كامل.
- عدوي غيث.
- شكري عبد الغفور.
- حسين عبد الوهاب.
- حسين الشريف.
- راوية صالح.
- سوزان صالح.
- طوسون معتمد.

## روابط خارجية
- مقالات تستعمل روابط فنية بلا صلة مع ويكي بيانات